# Tipula (Platytipula) acirostris
Tipula (Platytipula) acirostris is een tweevleugelige uit de familie langpootmuggen (Tipulidae). De soort komt voor in het Palearctisch gebied.